# Касымов, Абдульхайр
Абдульхайр Бахромович Касы́мов (тадж. Абдулхайр Қосимов; 2 августа 1907 — 2001) — таджикский актёр театра и кино.

## Биография
В 1937—1962 годах в труппе Таджикского академического театра им. А. Лахути. В кино с 1957 года.

## Избранная фильмография

### Актёр
- 1956 — Дохунда — Рустам
- 1957 — Я встретил девушку — чайханщик Нияз
- 1958 — Высокая должность — эпизод
- 1959 — Насреддин в Ходженте, или Очарованный принц — гадальщик
- 1960 — Человек меняет кожу —
- 1960 — Операция «Кобра» —
- 1961 — Знамя кузнеца — Заххок
- 1961 — Зумрад — Джураев
- 1962 — Тишины не будет — Набиджон
- 1963 — Двенадцать часов жизни — Курат
- 1963 — Любит не любит (Первое признание) — Амон, отец Зухры
- 1966 — Нужный человек —  дедушка Махмуд
- 1967 — Измена — Гаффор
- 1968 — Как велит сердце —
- 1968 — Белый рояль — Бобо-Касым
- 1969 — Встреча у старой мечети — Шариф
- 1972 — Звезда в ночи — Абулькасым
- 1975 — Краткие встречи на долгой войне — отец Умара
- 1976 — Семь похищенных женихов — папаша жениха
- 1977 — Огненные дороги — Ахмадбай (сериал)
- 1977 — Озорник — Хаджи Бобо
- 1981 — Будьте моим мужем — Абдул Хаир Ака, курортник-таджик
- 1981 — Контакт — Тахир-ака
- 1982 — Моя любовь — революция — Ибрагимбай
- 1982 — Сегодня и всегда —
- 1986 — Хромой дервиш —

## Награды
- 1967 — Народный артист Таджикской ССР